# F-04K
arrows Be F-04K（アローズ ビー エフ ゼロヨン ケイ）は、富士通コネクテッドテクノロジーズから発売された、NTTドコモの第3.9世代移動通信システム（Xi）と第3世代移動通信システム（FOMA）のデュアルモード端末で、ドコモ スマートフォン（spモード）の一つである。
2018年5月25日に発売された。

## 概要
Androidスマートフォンで、F-01Kに続く機種で、F-05J以来1年ぶりの一般向けミドルレンジ端末。
本端末はarrows be シリーズの2作目である。

## 特徴
ワンセグ対応。
卓上ホルダには非対応。

## 備考
生産は終了しており、2023年5月末まで修理受付を行っている。